# 超劇場版 Keroro軍曹 5 誕生！究極Keroro奇蹟的時空之島！！
第五部《超劇場版 Keroro軍曹》的製作計劃於2009年3月6日，即第四部推出後不久公佈。其後於同年7月拍板製作，並推出故事藍本，於2010年2月27日在日本上映。本作名稱為《誕生！究極Keroro奇蹟的時空之島！！》（香港版為反轉復活島）。本作與動畫《超電影版 SD 鋼彈三國傳 Brave Battle Warriors 》共同上映。在日本，本片前两周累计票房达1亿0158万3154日元。

## 情節簡介
在炎熱的夏日，冬樹發現了一個不可思議的石像，外貌與K隆星人十分相似。於是一場冒險作戰展開了！當Keroro小隊、冬樹、摩亞抵達南方之島時，突然間受到不明的敵人攻擊，在島上牽起極大騷動。更重要的是～對手竟然是Giroro？！

## 標語
- 「奇蹟與謎樣的大冒險，開始出發！！」

## 新登場人物／事物
- 伊歐與拉娜（イオ＆ラナ 配音：本城雄太郎イオ/松元環季ラナ）

居住在南方之島上不可思議的雙胞胎，似乎有召喚靈魂的能力。
- 瑪那（マナ）

存在復活島上的愉快精靈，有紅、黃、紫、藍四色的種類。
- 阿古阿古（アクアク 配音：千葉繁）

本片終極敵人。存在復活島上的傳說中的邪靈。
紫色的邪靈，伸出三隻手臂，除了中央的大眼睛，有四個小眼睛在旁邊。
能吸收他人的知識，加以拷貝能力和形象與自己融合，藉此展現出超凡的力量。
最後被南十字星·愛莉莎捕獲，並被吞噬。
- 阿古K隆星人

有四種狀態。膚色極之接近Kururu、Tamama、Dororo和Giroro，但被換上土著的形象，手持金矛、金刀突襲入侵者。其真正身份是阿古阿古相繼吸收了Kururu、Tamama、Dororo和Giroro的能力後所展現的形態。
- 馬哈馬哈神

原是復活島傳說中的造物主，最後得知是Keroro軍曹得到某種力量而變的。
頭上長出綠色嫩芽、全身上下綠油油的K隆星人。

## 歌曲
- 「ケロパック」（主題曲）
演唱＆作詞：平原綾香，作曲：Pyotr Ilyich Tchaikovsky，編曲：坂本昌之
- 「メンドク星（せい）マーチ （片頭曲）」
演唱：高田純次、松元環季，作詞：織田佳子，作曲・編曲：ken

## 外部連結
- 《Keroro軍曹》劇場版官方網站